# Мизиричи
Мизиричи — посёлок в Клинцовском районе Брянской области России. Входит в состав Коржовоголубовского сельского поселения.

## География
Посёлок находится в юго-западной части Брянской области, в зоне хвойно-широколиственных лесов, на берегах реки Унечи, при автодороге 15К-1304, на расстоянии примерно 4 километров (по прямой) к северо-востоку от города Клинцы, административного центра района. Абсолютная высота — 149 метров над уровнем моря.
Здравоохранение
На территории поселка расположено Государственное бюджетное стационарное учреждение социального обслуживания населения Брянской области "Клинцовский психоневрологический интернат"

### Климат
Климат характеризуется как умеренно континентальный, с тёплым летом и умеренно холодной снежной зимой. Среднегодовая многолетняя температура воздуха составляет 5,1 °С. Средняя температура воздуха самого тёплого месяца (июля) — 18,1 °C (абсолютный максимум — 38 °C); самого холодного (января) — −9,1 °C (абсолютный минимум — −42 °C). Безморозный период длится в среднем 153 дня. Среднегодовое количество атмосферных осадков составляет 599 мм, из которых большая часть выпадает в тёплый период. Снежный покров держится в течение 108 дней.  Согласно Распоряжения Правительства РФ от 28.03.2023 N 745-р "Об утверждении перечня населенных пунктов, находящихся в границах зон радиоактивного загрязнения вследствие катастрофы на Чернобыльской АЭС" поселок Мизиричи относится к зоне с льготным социально-экономическим статусом.

### Часовой пояс
Посёлок Мизиричи, как и вся Брянская область, находится в часовой зоне МСК (московское время). Смещение применяемого времени относительно UTC составляет +3:00.

## Население
| 2010 | 2013 |
| ---- | ---- |
| 430  | ↘428 |

### Национальный состав
Согласно результатам переписи 2002 года, 346 человека 414 человека (2017), 63 человека (2021).